# Аксарай (провінція)
Аксарай (тур. Aksaray) — провінція в Туреччині, розташована в регіоні Центральна Анатолія.
Столиця — Аксарай.
| Туреччина | Це незавершена стаття з географії Туреччини. Ви можете допомогти проєкту, виправивши або дописавши її. |